# Juan Adolfo Turri
Juan Adolfo Turri, född 22 december 1950, död 16 mars 2010, var en argentinsk friidrottare som tävlade i kulstötning. Han deltog vid olympiska sommarspelen 1976.
Turri blev argentinsk mästare sju gånger i kulstötning (1969, 1970, 1972, 1973, 1974, 1975 och 1981) samt en gång i diskus (1975).